# Honour Amongst Chaos
Honour Amongst Chaos è il terzo album in studio della band folk e celtic metal nordirlandese Waylander. Viene pubblicato nel 2008 dall'etichetta discografica Listenable Records.

## Tracce
1. As the Deities Clash – 7:54
2. Walk with Honour – 5:00
3. Beyond the Ninth Wave – 7:56
4. Galloping Gaels – 6:17
5. To Dine in the Otherworld – 10:16
6. Usurpers of Our Legacy – 8:24
7. Taker of Heads – 6:02
8. Elemental Chaos – 8:44
9. Brú Na Bóinne – 5:42

## Formazione

### Gruppo
- Ard Chieftain O'Hagan - voce
- Saul McMichael - chitarra elettrica e chitarra acustica
- Michael Proctor - basso e voce addizionale
- Den Ferran - batteria, percussioni e voce addizionale
- Dave Briggs - tin whistle, mandolino e voce addizionale

### Altri musicisti
- Gareth Murdock - chitarra e voce addizionale
- Mairtin McCormaic - tin whistle
- Neil Speers - uilleann pipes
- Aidan McGillian - bodhrán
- Sarah McGoldrick - flauto
- Barry Connolly - fiddle